# Konstitution und Konvention der Internationalen Fernmeldeunion
Die Konstitution und Konvention der Internationalen Fernmeldeunion (englisch Constitution and Convention of the International Telecommunication Union) ist ein völkerrechtlicher Vertrag, der von fast allen Staaten der Erde unterzeichnet und ratifiziert wurde. Die Konstitution und Konvention der Internationalen Fernmeldeunion (ITU)  wurde am 22. Dezember 1992 in Genf unterzeichnet. Sie ist die Grundlage der ITU und wird von der Generalbevollmächtigtenversammlung (engl. Plenipotentiary Conference) der ITU fortgeschrieben.
Die Konstitution und Konvention der Internationalen Fernmeldeunion ist 1992 an die Stelle des Internationalen Fernmeldevertrags getreten.
Die Präambel der Konstitution der Internationalen Fernmeldeunion lautet in der deutschen Übersetzung (im deutschen Bundesgesetzblatt):
In voller Anerkennung des uneingeschränkten Rechts jedes Staats, sein Fernmeldewesen zu regeln, und angesichts der wachsenden Bedeutung des Fernmeldewesens für die Wahrung des Friedens und die wirtschaftliche und soziale Entwicklung aller Staaten haben die Staaten, die Vertragspartei dieser Konstitution als der grundlegenden Urkunde der Internationalen Fernmeldeunion und der die Konstitution ergänzenden Konvention der Internationalen Fernmeldeunion (nachstehend "die Konvention" genannt) sind, mit dem Ziel, die friedlichen Beziehungen und die internationale Zusammenarbeit zwischen den Völkern sowie die wirtschaftliche und soziale Entwicklung durch leistungsfähige Fernmeldedienste zu erleichtern, folgendes vereinbart: (es folgt der Wortlaut der Konstitution)
In Artikel 4 legt die Konstitution der ITU fest, dass die folgenden Werke die Grundsatzdokumente der ITU sind:
- die Konstitution
- die Konvention
- die Vollzugsordnungen

Die Vollzugsordnungen sind die Vollzugsordnung für den Funkdienst und die Vollzugsordnung für internationale Fernmeldedienste. Sie ergänzen die Konstitution und Konvention der Internationalen Fernmeldeunion und sind ebenfalls für alle Mitglieder der ITU verbindlich.